# Openbaring van Adam
De  Openbaring van Adam is een gnostisch geschrift. Een Koptische vertaling maakte deel uit van de vondst van de Nag Hammadigeschriften in 1945. Er moet een oorspronkelijk Griekse tekst zijn geweest, maar daar is nooit iets van gevonden. 
Het werk behoort tot het literaire genre van de adamsliteratuur en wordt ook gerekend tot de apocalyptische literatuur. Epiphanius van Salamis (ca. 315-403) schreef in zijn werk Panarion, dat de gnostici over meerdere versies van een Openbaring van Adam beschikten, maar gaf geen informatie over de inhoud daarvan. Ook de literatuur van het manicheïsme kent een Openbaring van Adam, die vermeld wordt in de Keulse Mani-Codex. 
De Openbaring van Adam kan als  een sethiaans geschrift worden beschouwd, omdat ook hier Seth en zijn nakomelingen gezien worden als de dragers en hoeders van de gnosis. Er is op het vakgebied overeenstemming, dat het werk zich kenmerkt door de afwezigheid van welke christelijke invloed dan ook. De meeste auteurs hebben de opvatting, dat de eerste versie geschreven moet zijn in een milieu van joodse en gnostisch baptistische groepen. In de Openbaring van Adam worden min of meer identieke dooprituelen beschreven als in het Heilige boek van de grote onzichtbare Geest. Het is aannemelijk, dat beide geschriften afkomstig zijn uit hetzelfde milieu. De Openbaring van Adam  is de oudste van deze twee geschriften en dateert uit de tweede eeuw. 

## Inhoud
In het eerste deel van het verhaal vertelt Adam op de leeftijd van zevenhonderd jaar wat hem en Eva in het paradijs is overkomen. Zij vormden een androgyne eenheid. Eva leert Adam een woord van de gnosis van de Eeuwige God. Het resultaat is dat zij belangrijker werden dan de scheppergod die hen had gecreëerd. Die scheppergod heeft in dit verhaal de rol van de demiurg en wordt aangeduid als de 'albeheerser' of sakla (dwaas). Die splitst hen in tweeën en als gevolg daarvan gaat hun gnosis verloren. 
Hierna volgt een gedeelte waarin Adam aan Seth de inhoud van een visioen over de toekomst van het geslacht van Seth vertelt. Dat visioen heeft hij ontvangen van drie hemelse figuren, die hij niet herkende omdat zij niet van de scheppergod afkomstig waren maar van de Eeuwige God. Zij geven Adam een deel van zijn gnosis terug en vertellen hem over de komst van een 'Verlichter met gnosis', die geboren zal worden uit het geslacht van Adam en Eva. Beiden zuchtten diep bij het horen van die woorden. Dat werd gehoord door de scheppergod die voor hen verschijnt en volhoudt dat hij de god is die hen gecreëerd heeft. Die god weet seksuele begeerte bij Adam voor Eva op te wekken en het resultaat is dat opnieuw de kracht van de eeuwige kennis bij hen verdween. 
In het derde en langste deel van het verhaal vertelt Adam aan Seth wat de drie hemelse gestalten hem in het visioen over de toekomst gemeld hebben. De scheppergod zal een zondvloed creëren en de mensheid trachten te doen ondergaan om het zaad (de nakomelingen) van Seth waarin de gnosis van Adam is bewaard te vernietigen. Er zullen echter engelen van de Eeuwige God komen om hen naar "de plaats van waarin de geest woont" te voeren. De scheppergod heeft intussen een overeenkomst met Noach en zijn zoons gesloten, waarin hij belooft hen te sparen en hen koningen over de aarde te maken als zij maar niet het zaad dragen van diegenen die hem niet willen aanbidden. Als het zaad van Seth toch weer verschijnt, beschuldigt de scheppergod Noach van het breken van zijn belofte. Het zaad van Seth gaat een land bewonen en sticht daar een utopische gemeenschap die zeshonderd jaar bestaat en waar geen plaats is voor het kwaad. Noach verdeelt de aarde over zijn zonen en draagt hen op om de scheppergod in slavernij te dienen.    
Van het zaad van twee zonen van Noach, Cham en Jafet, voegen 400.000 mensen zich bij het zaad van Seth. De overige nakomelingen van Cham en Jafet vormen twaalf koninkrijken die Sakla, de scheppergod, dienen. Er komen grote spanningen tussen de twaalf koninkrijken en de nakomelingen van Seth met hun 400.000 bekeerden. De scheppergod tracht nu het zaad van Seth te vernietigen door een storm van vuur en zwavel. De Eeuwige God zendt opnieuw engelen om het zaad van Seth te redden. Daarna verschijnt de 'Verlichter met gnosis', een incarnatie van de hemelse Seth waarnaar de aardse Seth is vernoemd. De machten van de scheppergod vragen zich af wie hij is. De twaalf koninkrijken  trachten hierop een antwoord te geven, die alle eindigen met de zin "En zo kwam hij tot het water". Ook een dertiende koninkrijk antwoordt, hoewel op iets andere wijze. Er is echter nog een geslacht zonder koninkrijk dat als enige het juiste antwoord formuleert. 
Maar het koningsloos geslacht zegt, dat God hem uit alle eonen heeft uitverkoren. Hij zorgde dat een gnosis van de onbevlekte waarheid in hem ontstond. Hij zei "Uit een vreemde sfeer van een grote eon is de grote verlichter voortgekomen en hij maakte het geslacht van de mensen, die hij voor zichzelf had uitgekozen, verlicht, zodat zij de ganse eon zullen verlichten"
Er ontstaat opnieuw een conflict tussen het zaad van Seth en de twaalf koninkrijken. Alle volken van de koninkrijken erkennen uiteindelijk, dat het zaad van Seth gezegend is, dat zij zelf altijd hun werk in dwaasheid hebben gedaan, de waarheid hebben verdraaid en als gevolg daarvan de dood zullen sterven. Na deze bekentenis verheft zich een bath ḳōl. Dat is in de joodse religieuze traditie de goddelijke stem, waarmee God zijn oordeel uitspreekt. Het is de Roeach Hakodesj, de goddelijke inspiratie waarmee God zijn wil bekendmaakt. 
In dit geval veroordelen drie eonen  Micheu, Michar en Mnesinous, "die het toezicht hebben over de doop en het levende water", degenen die hun werk in de dwaasheid hebben gedaan en bevestigen hun lot. Het zaad van Seth wordt geprezen. Het wordt verzekerd van hun beloning, omdat zij zich gehouden hebben aan de woorden die zij ontvangen hebben maar niet hebben opgeschreven. De stem zegt dat de woorden van de 'God van de eonen' opgeschreven zullen worden op een hoge berg op een 'rots van de waarheid'. Die uitdrukking past in de sethiaanse traditie dat de nakomelingen van Seth de wijsheid van voor de zondvloed op steles zouden hebben geschreven. Hierna volgt  de mededeling,  dat Seth al deze openbaringen zal doorgeven aan zijn nakomelingen. Het manuscript eindigt met de woorden dat de geheime kennis die Adam aan Seth heeft doorgegeven de heilige doop is van hen die de eeuwige gnosis kennen "door degenen die uit de Logos geboren zijn en de onvergankelijke Verlichters die voortgekomen zijn uit het heilige zaad".